# Ingrid Gulbin
Ingrid Gulbin (n. 29 iulie 1943, Dresda, Germania Nazistă) este o săritoare în apă ce a reprezentat Republica Democrată Germană, medaliată olimpică. A participat la 3 ediții ale Jocurilor Olimpice (1960, 1964, 1968) în care a câștigat 3 medalii de aur și o medalie de argint.